# Клейнман, Александр Филиппович
Алекса́ндр Фили́ппович Кле́йнман (12 апреля 1889, Кишинёв, Бессарабская губерния — 1983, Москва) — советский юрист, правовед-процессуалист, адвокат, доктор юридических наук (1940), заслуженный деятель науки РСФСР (1963). Основополагающая фигура науки гражданского процессуального права советского периода.

## Биография
Родился 30 марта (по старому стилю) 1889 года в Кишинёве, в семье кандидата права Петербургского университета Фалика Вольковича (Вольфовича) Клейнмана (1863—?) и его жены Двойры Моисеевны Фишберг (1861—?), заключивших брак там же за год до его рождения. Мировой судья Ф. В. Клейнман был избран членом комиссии образованного в 1902 году киренского отделения Иркутского общества распространения народного образования и народных развлечений (ОРНО и HP).
В 1906 году окончил иркутскую гимназию с медалью, в 1910 году — юридический факультет Императорского Новороссийского университета в Одессе. После окончания университета работал адвокатом, служил поверенным Управления Забайкальской железной дороги. Был одним из первых исследователей проблем процессуального права в СССР.
В декабре 1918 года присяжный поверенный А. Ф. Клейнман был избран секретарём Юридического общества при Иркутском университете. Состоял членом коллегии защитников при Иргубсуде по г. Иркутску (членом коллегии был также его младший брат Михаил, 1892—1942), проживал на улице Степана Разина, 13/17. Был одним из учредителей этой коллегии 10 августа 1922 года и первым председателем её президиума. В 1922—1932 годах преподавал в Иркутском университете и в Институте советского права там же, в 1932—1934 годах — во Всесоюзном институте «Сельхозкадр». С 1934 по 1941 год был доцентом, а с 1938 года профессором и заведующим кафедрой гражданского процесса Московского юридического института НКЮ СССР, юридического Института Прокуратуры СССР, Правовой Академии и Военно-юридической Академии. С 1935 по 1938 год одновременно работал заведующим группой юридических вузов СССР в Народном Комиссариате Юстиции РСФСР. В 1939—1941 годах — старший научный сотрудник, заведующий аспирантурой и учёный секретарь Института права АН СССР.
Согласно Приказу от 2 ноября 1939 года № 197 по Институту права Академии наук СССР утверждён членом Учёного Совета Института права Академии Наук СССР. В 1941 году (утверждена 5 августа 1942 года) при Совете Института права Академии наук СССР защитил докторскую диссертацию по теме «Основные институты советского гражданского процесса и принципы диспозитивности и состязательности». С 1941 года — профессор и заведующий кафедрой гражданского процесса Московского юридического института НКЮ СССР, Юридического института Прокуратуры СССР, Правовой академии и Военно-юридической академии. В 1941—1944 годах — заведующий кафедрой судебного права и заместитель директора по научной и учебной части Ташкентского юридического института.
С 1944 года — профессор юридического факультета Московского университета, в 1954—1968 годах — заведующий основанной им кафедрой гражданского процесса. Был председателем подкомиссии по подготовке проекта ГПК СССР, комиссии по разработке Основ гражданского судопроизводства СССР 1962 года, ГПК РСФСР 1964 года. С 1964 года — член Научно-консультативного совета при Верховном суде РСФСР.

## Публикации
Автор научных трудов в области гражданского права, теории доказательств в гражданском процессе, обжалования и опротестования судебных постановлений, в том числе многократно переиздававшегося учебника для юридических вузов «Гражданский процесс» (1937, 1940, 1954, 1964), монографий «Участие третьих лиц в гражданском процессе» (Иркутск, 1927), «О несостоятельности частных лиц по советскому процессуальному праву» (1929), «Основные вопросы теории доказательств в советском гражданском процессе» (1950), «Гражданский процесс европейских стран народной демократии» (1960), «В. И. Ленин о законности, суде и прокуратуре» (1961), «Новейшие течения в советской науке гражданского процессуального права» (1967), «Основные черты буржуазного гражданского процессуального права» (с соавторами, 1978). Двухтомное издание избранных трудов А. Ф. Клейнмана вышло в 1967 году и в издательстве «Советская Кубань» (Краснодар) в 2008—2009 годах.

## Ученики
Среди учеников А. Клейнмана — доктора юридических наук А. А. Добровольский, К. С. Юдельсон, В. Н. Щеглов, П. В. Логинов, Д. И. Полумордвинов, В. Ф. Тараненко, Т. А. Лилуашвили, Л. Ф. Лесницкая и другие.